# Södermalm

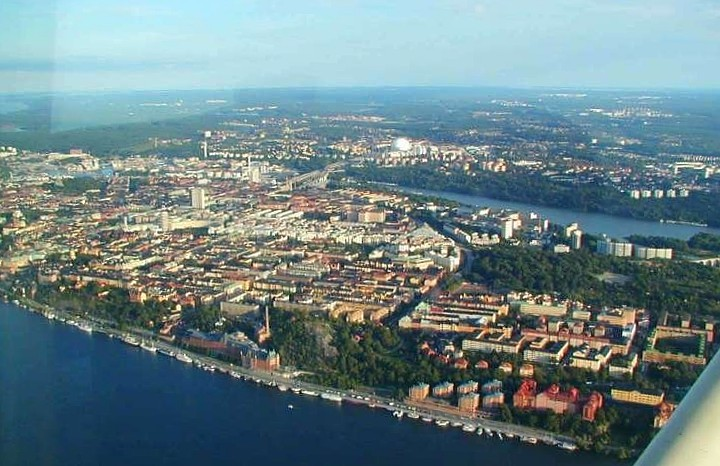
A városrész madártávlatból

Södermalm (magyarul kb.: déli halom, a köznyelvben gyakran csak „Söder”, azaz „Dél”) Stockholm városrésze és egyúttal egyik legnagyobb szigete. Északról a Slussen határolja (és egyben összeköti a Gamla stan-nal), délről a Skanstull (a csatornától délre pedig a szárazföldön fekvő Årsta városrész helyezkedik el). Keleten a Danvikskanalen határolja, nyugaton a Bergsundet választja el Reimersholme szigetétől. A városrész területe 571 ha szárazföld és 136 ha vízfelszín.
Szigorúan véve nem tekinthető szigetnek, ugyanis a Mälaren-tavat a Balti-tengerrel összekötő Slussen és Hammarby sluss zsilipeknél nem áramlik szabadon a víz. Domborzati viszonyai nagyon változatosak. Az északi part meredeken, 25-35 méter magasan emelkedik a tenger fölé. Ennél a partnál a víz is mély, a Riddarfjärden mentén 12-18 méter, a balti-tengeri szakaszon 21-32 méter mély. Az északkelet részen a Katarinaberget 46 méterrel magasodik a tenger fölé. A keleti szélén található a 40 méter magasan fekvő Fåfängan. Södermalm központi és déli része 15-25 méter magasan fekszenek, néhány kivételtől eltekintve, mint az Åsöberget (37 m) és a Vita Bergen (46 m).
Fontosabb részei: Slussen, Hornstull, Skanstull, Medborgarplatsen. Nevezetességei a Katarinahissen, Katarina kyrka.
Érdekessége, hogy a szigeten található a svéd katolikus székesegyház és Stockholm legnagyobb mecsetje is – egymástól pár száz méteres távolságban.